# Gabriel Bandeira
Gabriel Bandeira (Indaiatuba, 29 de outubro de 1999) é um nadador paralímpico brasileiro.

## Biografia
Gabriel começou a nadar aos dez anos de idade em sua cidade-natal, Indaiatuba, e participou de diversas competições nacionais na natação convencional. Em 2020, mudou-se de Belo Horizonte para Uberlândia para ingressar na equipe de natação paralímpica do Praia Clube. Ele competiu nos Jogos Paralímpicos de Verão de 2020 em Tóquio, onde conquistou a medalha de ouro ao se consagrar campeão na prova de 100 metros borboleta na classe S14. O atleta marcou um novo recorde na modalidade ao concluir a prova em 54s76, superando a marca de 56s12 do recordista anterior, o britânico Reece Dunn. 